# Herb powiatu ostrołęckiego
Herb powiatu ostrołęckiego – jeden z symboli powiatu ostrołęckiego, autorstwa Kamila Wójcikowskiego i Roberta Fidury, ustanowiony 20 września 2023.

## Wygląd i symbolika
Herb przedstawia na tarczy w polu czerwonym pół orła srebrnego z dziobem i przepaską koniczynową złotymi, pod którym takiż plaster miodu z pięciu komórek (3 i 2). Herb symbolizuje położenie powiatu na Mazowszu (pół orła wedle pieczęci Siemowita III, za którego rządów umownie zaczęła się "miejskość" Ostrołęki i jednocześnie tę część powiatu, w której dawniej dominowała szlachta, zaś plaster miodu symbolizuje kurpiowską część powiatu, w nawiązaniu do bartnictwa, stanowiącego jedno z tradycyjnych zajęć kurpiowskich.